# Philly Joe Jones
Joseph Rudolph "Philly Joe" Jones (Filadélfia, 15 de julho de 1923 – 30 de agosto de 1985) foi um baterista de jazz estadunidense. Seu apelido "Philly" vem do nome de sua cidade natal: Filadélfia, e também para evitar homônimo com outro influente baterista de jazz, "Papa" Jo Jones, baterista da Count Basie Orchestra. Philly Joe Jones tocou com todos os grandes músicos do bebop e de pós-guerra: Miles Davis, Bill Evans, etc. Sua principal influência foi o pianista e compositor Tadd Dameron.

## Discografia
- The Joe Jones Special - 1957 - Jazztone
- Blues for Dracula - 1958 - Riverside
- Drums Around the World: Philly Joe Jones Big Band Sounds - 1959 - Riverside
- Showcase - 1959 - Riverside
- Philly Joe's Beat - 1960 - Atlantic
- Together! - 1964
- Mo' Joe - 1968 - Black Lion
- My Fire - 1968 - Prestige
- Mean What You Say - 1977 - Sonet
- Philly Mignon - 1977 - Galaxy
- Drum Songs - 1978 - Galaxy
- Advance! - 1979 - Galaxy
- Octet - 1981 - Marge
- To Tadd with Love - 1982 - Uptown